# Charles Lambert (homme politique, 1883-1972)
Pour les autres membres de la famille, voir famille Charles de Lambert.
Pour les articles homonymes, voir Charles Lambert et Lambert.
Charles Marius Lambert est un homme politique français né le 16 décembre 1883 à Châtillon (Drôme) et décédé le 24 janvier 1972 à Mouriès (Bouches-du-Rhône). Il fut vice-président du groupe des députés radicaux dans les années 1920, et s'occupa en particulier de la politique d'immigration, des droits sociaux et de la défense de la laïcité. Charles Lambert fut également brièvement sous-secrétaire d'État du gouvernement Chautemps, en 1930, avant de quitter la politique en 1932.

## Biographie
Fils d'un cultivateur, Charles Lambert est d'abord pasteur (il est consacré le 12 janvier 1908 au temple de Versailles) puis devient avocat. Élu député lors des législatives de 1924 sur une liste commune du Cartel des gauches (radicaux et socialistes), il siège à la Chambre dans le groupe radical-socialiste jusqu'en 1932, devenant vice-président du groupe. Le président du Conseil Édouard Herriot le nomme en 1926 Haut commissaire à l'Immigration et aux Naturalisations. Son chef de cabinet, Marcel Paon, est membre du Conseil national de la main-d'œuvre . Tous deux sont également membres de la Ligue des droits de l'homme . Lambert dirige également un groupe dénommé L'Amitié française .
Il est réélu aux législatives de 1928, à Lyon, battant son rival Barbier de Reulle. Lambert s'intéressa vivement aux questions de dénatalité de la France, dont la démographie avait été par ailleurs lourdement affectée par la guerre de 1914-18, prônant une position ouverte, mais réglementée (il offre en exemple les États-Unis ) à l'immigration et aux naturalisations . 
Il dépose à ce sujet, le 10 mai 1927, une proposition de loi visant à favoriser la francisation des noms, qui ne parviendra cependant pas à être votée. Celle-ci vise à permettre l'assimilation des étrangers et à empêcher toute discrimination; attaquée par la droite (le juriste Pierre-Louis Lucas s'y oppose dans La Semaine juridique), la proposition est rejetée avant le vote de la loi sur la nationalité du 10 août 1927, ce qui n'empêche pas Lambert de déposer une nouvelle proposition, également rejetée, en 1929. Cette politique d'assimilation s'opposait directement  à celle de Marcel Paon, qui voulait au contraire préserver la spécificité des étrangers et affirmer leur différence par rapport aux citoyens français.
D'autres propositions concernent l'octroi de cartes d'anciens combattants aux étrangers s'étant battu pour la France ou la réforme de la loi du 8 août 1893 concernant la main-d'œuvre étrangère.
Par ailleurs secrétaire de la commission parlementaire de l'administration générale et de l'éducation, il défend la laïcité, la journée de 8 heures, le droit de se syndiquer pour les fonctionnaires, la création de l'assurance-chômage, le soutien aux personnes âgées, etc. Il soutient le programme de réformes de la CGT .
En politique étrangère, il soutient le renforcement de la SDN et une politique de conciliation avec l'Allemagne .

### Famille
Époux de la pianiste Germaine Polack (1877-1952), il a une fille, Marie-Anne, cantatrice et actrice connue sous le nom de Deva Dassy.

## Fonctions
- Haut commissaire à l'Immigration et aux Naturalisations[3]

- Député radical du Rhône de 1924 à 1932.

- Sous-secrétaire d'État à la Guerre du 21 février au 2 mars 1930 dans le gouvernement Camille Chautemps (1).

## Publications
- Lambert, Charles (1928), La France et les étrangers, dépopulation, immigration et naturalisation, Paris, Delagrave, 1928 (préface d'Édouard Herriot) [3]
- Lambert, Charles, L'école unique (préface d'Edouard Herriot)